# 메아리

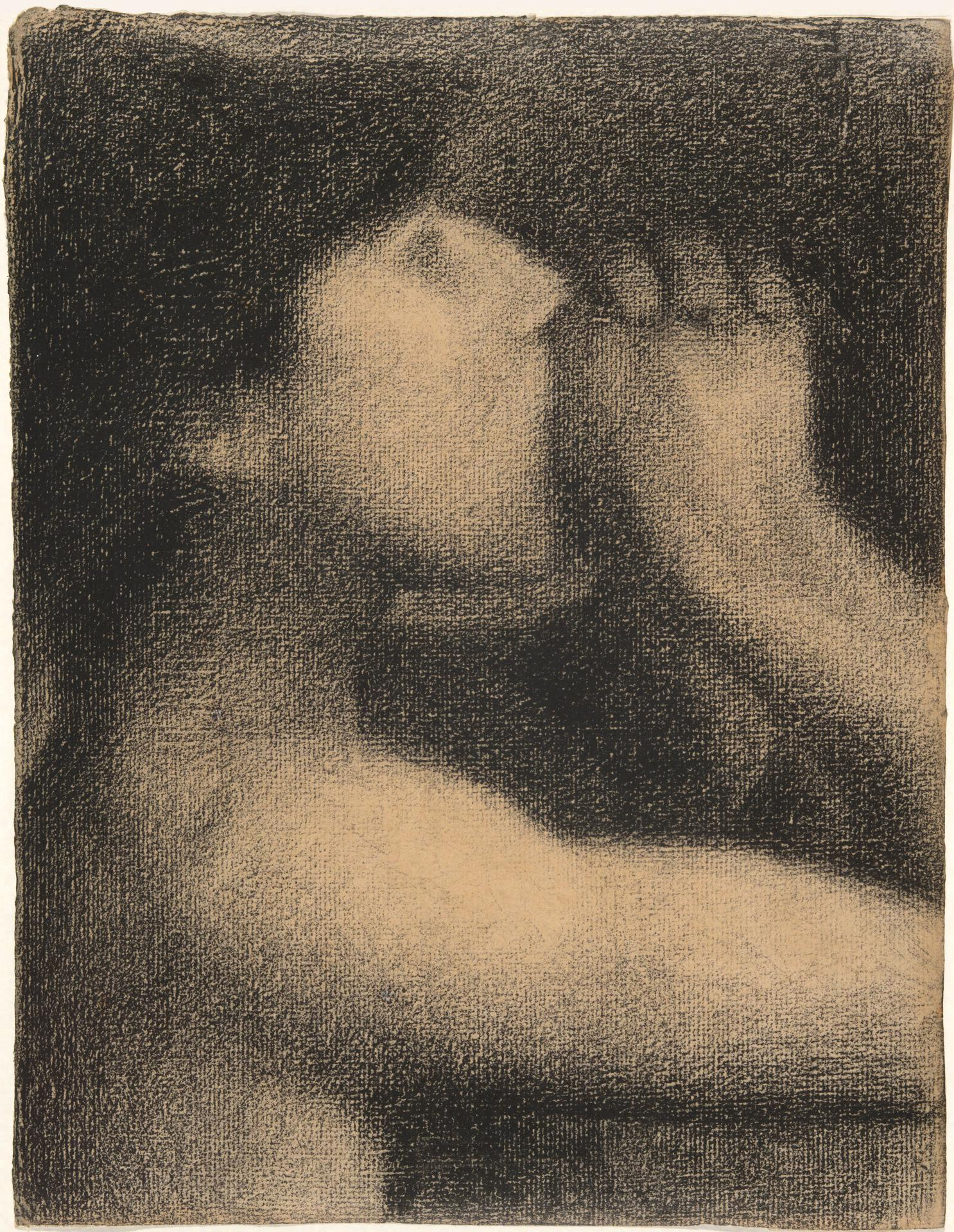

메아리는 음향 신호화 과정 및 음향학에서 사용되는 용어이며, 소리가 청자에게 직접 전달된 뒤 어떠한 물체에 부딪혀 반사되어 청자에게 연속적으로 재전달되는 현상을 뜻한다. 그리스 신화에서 유래한 용어인 에코(고대 그리스어: Ἠχώ) 또는 산명(山鳴), 산울림이라고도 한다.
주로 우물 밑바닥이나 사방이 벽으로 둘러싸인 건물 등 폐쇄된 공간에서 발생하며, 음속에 따라 재전달되는 시간이 변화한다. 또한 고래와 박쥐는 초음파를 주변 지역에 발산한 뒤 메아리 현상으로 인해 반사되어 오는 소리를 이용해 주변 상황을 인식한다.

## 어원
옛 문헌에 등장한 최초의 형태는 뫼ᅀᅡ리로, '묗(山) + 살-(生) + 이'로 분석된다. 즉, '산에 사는 것'이란 뜻이다.
메아리라는 용어는 '산'을 뜻하는 '뫼(山)'와 '아픈 상태'를 뜻하는 '사리'의 합성어라는 설도 있다.